# Agate (foguete)
O Agate (palavra francesa para ágata), também conhecido como VE110, foi um foguetes de sondagem mono estágio que usava um motor bem mais potente, o NA801 Mammouth, com 80 cm de diâmetro carregado com 1900 kg de combustível sólido baseado em Plastolite
gerava 190 kN de empuxo por 18 segundos. Não possuía nenhum tipo de controle de navegação, a não ser a estabilização por aletas. Ele foi usado para testar o equipamento de recuperação de carga útil, que seria usado regularmente depois. Ocorreram oito lançamentos desse modelo entre 1961 e 1963.

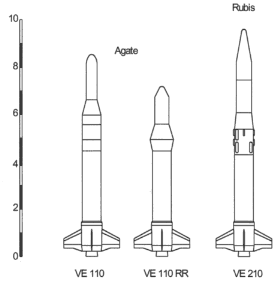
Os foguetes Agate e Rubis.

Uma versão mais curta VE110RR (Re-entry Recovery), foi usada para desenvolver as técnicas de recuperação no mar. Depois de ter sido planejados no CEL (Test Center in the Landes), quatro lançamentos ocorreram entre 1963 e 1964 no CERES (Special Weapons Tests and Research Center), situado na
Île du Levant.